# Orthotrichia bipela
Orthotrichia bipela är en nattsländeart som beskrevs av Wells 1991. Orthotrichia bipela ingår i släktet Orthotrichia och familjen smånattsländor. Inga underarter finns listade i Catalogue of Life.